# Chopinita
La chopinita és un mineral de la classe dels fosfats, que pertany al grup del sarcòpsid. Rep el seu nom de Christian Chopin, mineralogista i petròleg francès, director de recerca al Centre Nacional de la Recerca Científica (CNRS).

## Característiques
La chopinita és un fosfat de fórmula química Mg₃(PO₄)₂. Va ser aprovada com a espècie vàlida per l'Associació Mineralògica Internacional l'any 2006. Cristal·litza en el sistema monoclínic. És un mineral dimorf de la farringtonita.
Segons la classificació de Nickel-Strunz, la chopinita pertany a «08.AB - Fosfats, etc. sense anions addicionals, sense H₂O, amb cations de mida mitjana» juntament amb els següents minerals: farringtonita, ferrisicklerita, heterosita, litiofilita, natrofilita, purpurita, sicklerita, simferita, trifilita, karenwebberita, sarcòpsid, beusita, graftonita, xantiosita, lammerita, lammerita-β, mcbirneyita, stranskiïta, pseudolyonsita i lyonsita.

## Formació i jaciments
Va ser descoberta a la península de Brattnevet, a les muntanyes Larsemann, un lloc proper a la costa d'Ingrid Christensen, a la Terra de la Princesa Isabel (Antàrtida). També ha estat descrita en el meteorit GRA95209, un meteorit trobat a les muntanyes Transantàrtiques de l'Antàrtida. Aquesta espècie mineral no ha estat trobada en cap altre lloc més del planeta.